# Poncione di Vespero
Poncione di Vespero är en bergstopp i Schweiz.   Den ligger i distriktet Leventina och kantonen Ticino, i den sydöstra delen av landet, 100 km sydost om huvudstaden Bern. Toppen på Poncione di Vespero är 2 717 meter över havet, eller 103 meter över den omgivande terrängen. Bredden vid basen är 0,59 km.
Terrängen runt Poncione di Vespero är huvudsakligen bergig. Trakten runt Poncione di Vespero är nära nog obefolkad, med mindre än två invånare per kvadratkilometer.. Närmaste större samhälle är Airolo, 3,8 km nordost om Poncione di Vespero. 
Trakten runt Poncione di Vespero består i huvudsak av gräsmarker.